# Ruigtekruid

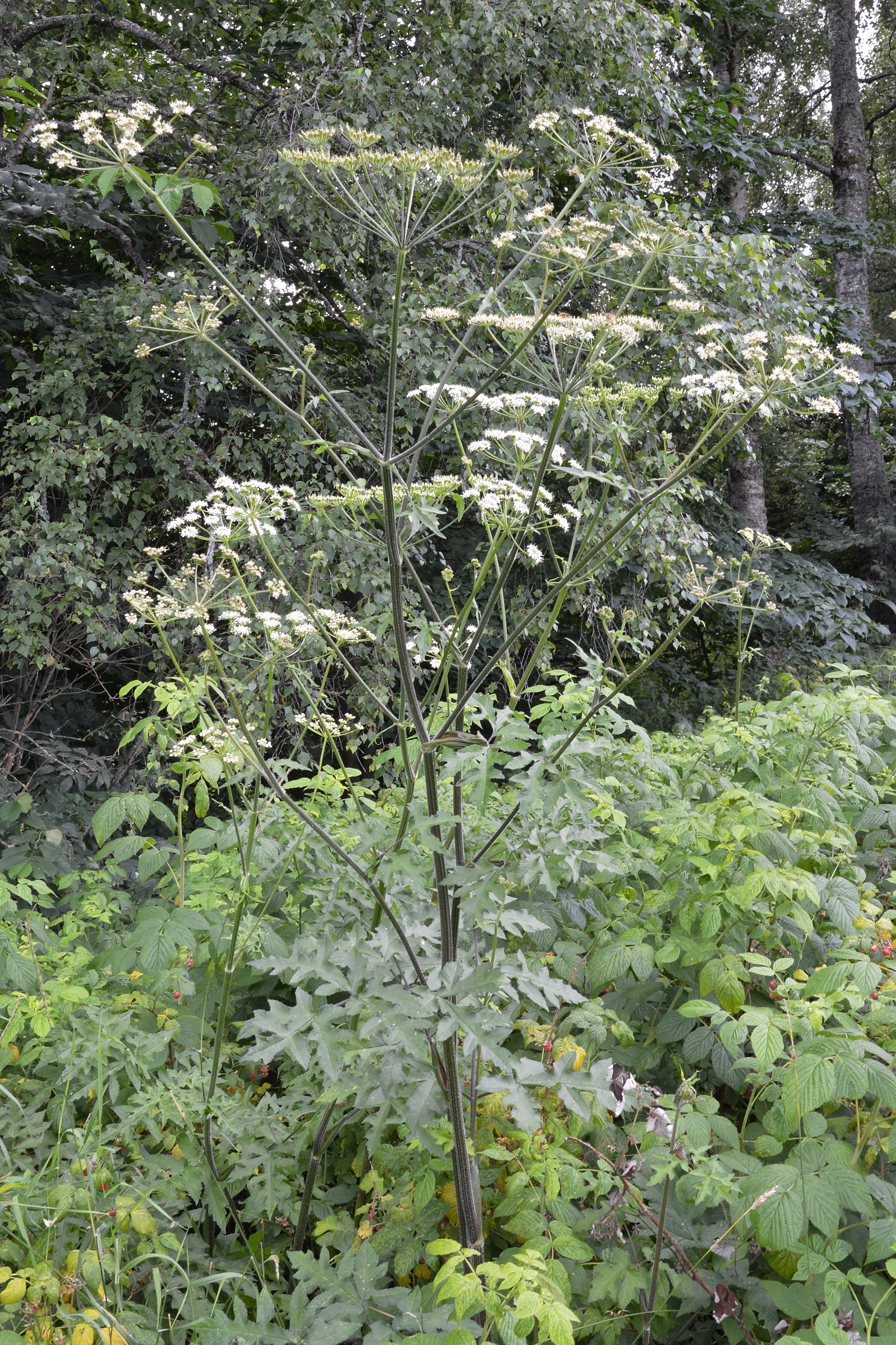
Gewone berenklauw (Heracleum sphondylium), een voorbeeld van een algemeen voorkomend ruigtekruid.

Met een ruigtekruid of ruigtkruid wordt een forse, hoog opschietende kruidachtige plant bedoeld met bebladerde stengels. Veelal gaat het om kruiden die relatief snel groeien. Een vegetatie waarin ruigtekruiden dominant en aspectbepalend zijn wordt een ruigte genoemd. Ook in zoomvegetatie komen ruigtekruiden veel voor.

## Voorbeelden uit Nederland en Vlaanderen
In de onderstaande lijst staan voorbeelden van ruigtekruiden die in Nederland en Vlaanderen voorkomen.
- akkerdistel
- bijvoet
- boerenwormkruid
- honingklaver
- fluitenkruid
- echte valeriaan
- gewone berenklauw
- grote brandnetel
- grote kattenstaart
- harig wilgenroosje
- hoge fijnstraal
- jakobskruiskruid
- kompassla
- koninginnekruid
- kruidvlier
- late guldenroede
- look-zonder-look
- melganzenvoet
- moerasmelkdistel
- moerasspirea
- reuzenbalsemien
- ridderzuring
- wilgenroosje
- zwarte toorts